# Főmondat
A hagyományos szintaxisban a főmondat fogalmának több értelmezése található különböző nyelvek nyelvtanaiban és különböző szerzőknél. Annyi a közös bennük, hogy szintaktikai szempontból a főmondat nem függ egyetlen másik mondattól sem.

## Magyar grammatikákban
A magyar nyelv grammatikáiban a főmondat az alárendelő összetett mondatban az a tagmondat, amelyben más tagmondatnak, ez esetben mellékmondatnak az alaptagja található. Ez lehet ige, igenév, melléknév, határozószó, névmás.
Szűkebb értelemben összetett mondatnak a két tagmondatút nevezik. Ha ez alárendelő, az egyik tagmondat a főmondat, például (félkövér betűkkel): Örömmel nézem, hogy a hegyoldalon virágot szedsz.
Ha a két tagmondatú összetett mondat mellérendelő, akkor benne két főmondatnak nevezett mondat van: Vártalak, de nem jöttél.
Ha két tagmondatnál több van egy mondatban, az többszörösen összetett mondat. Ebben lehet:
- egyetlen főmondat, ha az összetett mondat alárendelő: Mások is látták, hogy vártalak, de nem jöttél;[2]
- kettő vagy több egymásnak mellérendelt főmondat, amelyeknek nincs mellékmondatuk: Az idő közben megenyhült, az ereszről csurdogált a víz, az udvaron tócsák gyűltek (Móricz Zsigmond);[3]
- egy vagy több egymásnak mellérendelt főmondat, amely(ek)nek van mellékmondata, de nem mellékmondat(ok) is, és egy vagy több olyan főmondat, amely mellékmondat is: 1A hold olyan szépen tűzte a templom kopasz tornyát, | 2hogy [Lajos] búcsúzóban valami meghatót szeretett vona csinálni, | 3amiről soká megemlegessék (Németh László):[3]
  - 1. főmondat, amely nem mellékmondat is;
  - 2. az 1-es mondat mellékmondata és a 3-as főmondata;
  - 3. a 2-es mondat mellékmondata.

## Néhány más grammatikában
Az angol nyelv hagyományos grammatikájában a főmondat fogalma [(angolul) main clause] lényegében megfelel a magyar grammatikákban annak a főmondatnak, amely nem mellékmondat is, de ezt a terminust a „független mondat” [(angolul) independent clause] szinonimájának tekintik, annak az érvnek az alapján, hogy nem működik egyszerű mondat mondatrészéhez hasonlóan, és egyszerű mondatot képezhet.
A francia grammatikákban öt szó, illetve szószerkezet felel meg a magyar „mondat”-ot tartalmazó szószerkezeteknek és összetett szóknak: phrase simple ’egyszerű mondat’, phrase complexe ’összetett mondat’ és ’többszörösen összetett mondat’, proposition ’tagmondat’, proposition principale ’főmondat’ és proposition subordonnée ’alárendelt tagmondat’. E grammatikák többségében a főmondatot annak tekintik, amely (többszöröszen) összetett mondatban legalább egy másik tagmondatot rendel alá, és amely nem alárendeltje egyetlen másik tagmondatnak sem. Használják a proposition indépendante ’független mondat’ fogalmat is, de csak az egyszerű mondatot nevezik így is.
Grevisse – Goosse 2007-nek más a nézete. Ez a grammatika feleslegeseknek ítéli meg a főmondat és az alárendelt mondat fogalmakat, arra hivatkozva, hogy az alany nem alárendeltje az állítmánynak, következésképpen az alanyi mondatos mondatban van alanyi funkciójú proposition, de nincs proposition principale és proposition subordonnée, hanem két állítmány, az egyik főige, a phrase állítmánya, a másik a proposition-é. Proposition principale helyett az olyan szavakat veszi számba, amelyek alaptagjai tagmondatoknak. Nem használja a független mondat fogalmát sem, hanem csak az egyszerű mondatét. Ami a csak egymásnak mellérendelt tagmondatokat magukban foglaló mondatot illeti, nem tartja valódi összetett mondatnak, hanem egyszerű mondatok egyesülésének, amelyek ez esetben ún. almondatokká [(franciául) sous-phrases] válnak.
A román grammatikákban ezek a terminusok vannak meg: propoziție ’egyszerű mondat’ és ’tagmondat’, frază ’összetett mondat’, propoziție independentă ’független mondat’ propoziție principală ’főmondat’, propoziție secundară ’mellékmondat’, propoziție regentă ’alárendelő (tag)mondat’ és propoziție subordonată ’alárendelt (tag)mondat’. A főmondat fogalmáról több nézet van. Az egyikben főmondat az, amely nem függ más mondattól. Ezzel szemben áll a mellékmondat, amely függ más mondattól. A más mondatokkal való viszonyának szempontjából a főmondatnak három típusa van:
- független főmondat, amely teljes autonómiával rendelkezik, nincs semmiféle viszonya más mondattal;
- mellérendelt főmondat legalább egy másik főmondattal összetett mondatban;
- alárendelő főmondat, amely legalább egy másik tagmondatot rendel alá.

Egy másik szemlélet kivonja a független mondatot a főmondat fogalmának köréből, és úgy határozza megy az utóbbit, hogy ez olyan mondat, amely összetett mondat tagmondata, és amely nincs alárendelve más tagmondatnak. Lehet csak legalább egy mellérendeltje, lehet csak alárendelője legalább egy másiknak, vagy lehet egyben legalább egy másik mellérendeltje és legalább egy másik alárendelője. Ebben a nézetben egy tagmondat lehet alárendelője és ugyanakkor alárendeltje egy másik tagmondatnak, és akkor nem főmondat.
Megint másik nézet szerint a főmondat nem független mondat, tagmondata egy összetett mondatnak, amelyben alárendelője legalább egy másik tagmondatnak. Ha az összetett mondatban csak mellérendelt mondatok vannak, ezek sem nem független mondatok, sem nem főmondatok, hanem társmondatok. Ebben a szemléletben is alárendelő tagmondat lehet ugyanakkor alárendelt is, és akkor nem főmondat.
BHMSz grammatikákban összetett mondat tagmondatára van az osnovna klauza ’alap-tagmondat’ terminus, amely a magyar főmondatnak felel meg. Ez lehet nezavisna klauza ’független tagmondat’, abban az értelemben, hogy nem alárendelt, vagy zavisna klauza ’függő tagmondat’, azaz mellékmondat. A független alap-tagmondatot szokásosan glavna klauza ’főmondat’-nak nevezik.